# Rjúdži Bando
Rjúdži Bando (* 2. srpen 1979) je japonský fotbalista.

## Klubová kariéra
Hrával za Gamba Osaka, Consadole Sapporo, Vissel Kobe, Cerezo Osaka a Sagan Tosu. V současnosti působí v japonském celku Omiya Ardija.

## Reprezentační kariéra
Rjúdži Bando odehrál za japonský národní tým v letech 2006–2008 celkem 7 reprezentačních utkání.

## Statistiky
| Japonsko | Japonsko | Japonsko |
| Roky     | Záp.     | Góly     |
| -------- | -------- | -------- |
| 2006     | 2        | 2        |
| 2007     | 1        | 0        |
| 2008     | 4        | 0        |
| Celkem   | 7        | 2        |